# Deuxième République et Second Empire

Deuxième République et Second Empire est un livre écrit par Adrien Dansette qui fut publié par Arthème Fayard en 1942. 

## Édition
Durant l'Occupation ce livre fut un succès de librairie, et il y eut une vingtaine d'édition dans l'année de sa parution. Ceci s'explique par l'intérêt de l'ouvrage certes, mais aussi par la pénurie d'ouvrages édités à cette époque. Il fut imprimé sur du papier de châtaignier. Pour la vingtième édition, il fut édité 25 exemplaires sur papier vélin.

## Synthèse
Dansette évoque la Deuxième République et le Second Empire, car pour lui, le régime autoritaire que fut le Second Empire découle du suffrage universel instauré à la place du suffrage censitaire par la Deuxième République. Ce faisant on peut penser qu'il évoque, sans l'écrire pour ne pas être censuré, la montée au pouvoir d'Hitler grâce à des moyens légaux.

## Citations
- Le suffrage universel: Page 37 : À Paris, les nouvelles des départements sèment une inquiétude inverse. 9 000 000 d'électeurs vont voter au lieu de 240 000. Quel immense point d'interrogation ! Les meneurs républicains craignent le vote de la Province. Déjà s'annonce un des principaux résultats de la Révolution de 48, qui n'a conduit Paris que pour préparer son déclin...
- Réaction républicaine féroce face à l'émeute: Page 53 "Elle (la République) a de la chance.. Elle peut tirer sur le peuple" constatait Louis-Philippe de son exil anglais.